# Alexandre d'Aphrodise
 (janvier 2017).
Ne doit pas être confondu avec Alexandre de Tralles (525-605), médecin grec, appelé aussi Alexandre d’Aphrodisias selon certaines sources.

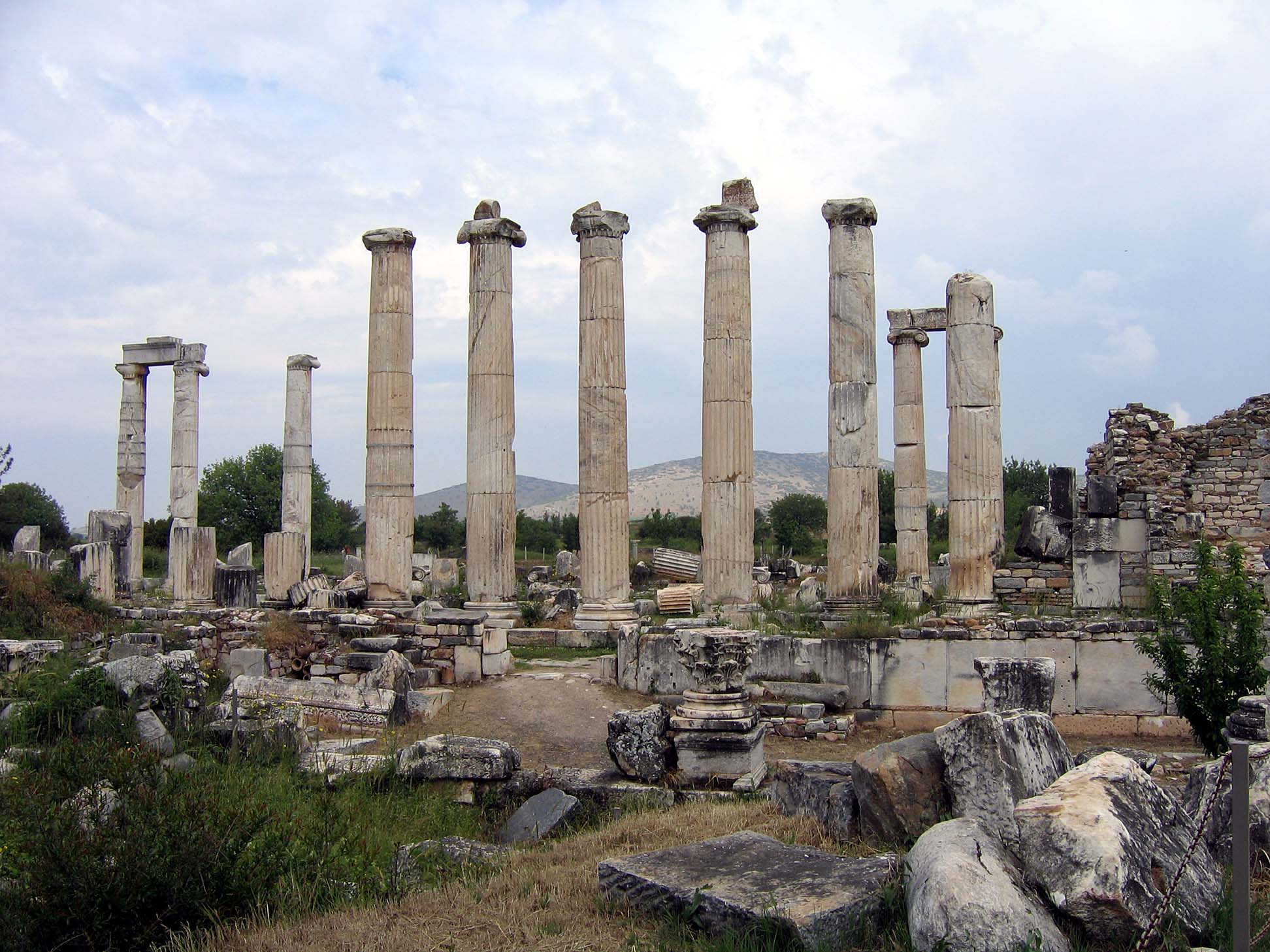
Ruines du temple d'Aphrodite, sur le site de l'ancienne cité d'Aphrodisias.

Alexandre d’Aphrodise ou d’Aphrodisias (en grec ancien : Ἀλέξανδρος ὁ Ἀφροδισιεύς), né à Aphrodisias en Carie (Asie Mineure) vers 150 et mort vers 215, est un philosophe péripatéticien grec du IIe siècle, commentateur d’Aristote. Son nom complet, Titus Aurelius Alexander, nous est connu grâce à une inscription découverte à Aphrodisias.
Alexandre fut l’élève puis l’adversaire des péripatéticiens Herminus et Sosigène. Il enseigna la pensée d’Aristote à Athènes, vers 198, sous l'empereur romain Septime Sévère. Il est « professeur » (διδάσκαλος / didáskalos).
En optique, il semble avoir le premier décrit le phénomène de la bande sombre d’Alexandre, qui dans un arc-en-ciel sépare les arcs primaire et secondaire,,.

## Alexandre d’Aphrodise commentateur

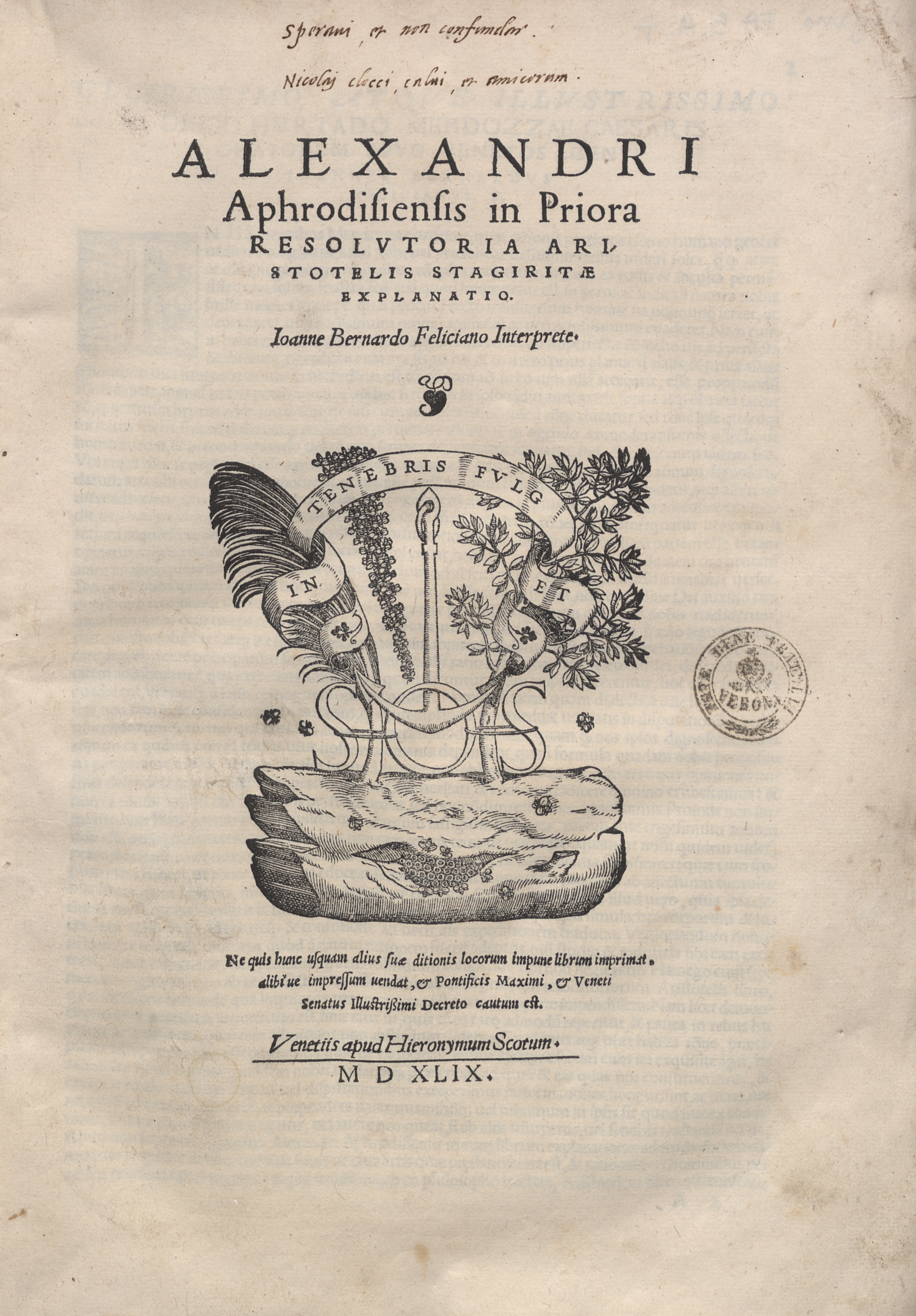
Commentaria in Analytica priora Aristotelis, 1549.

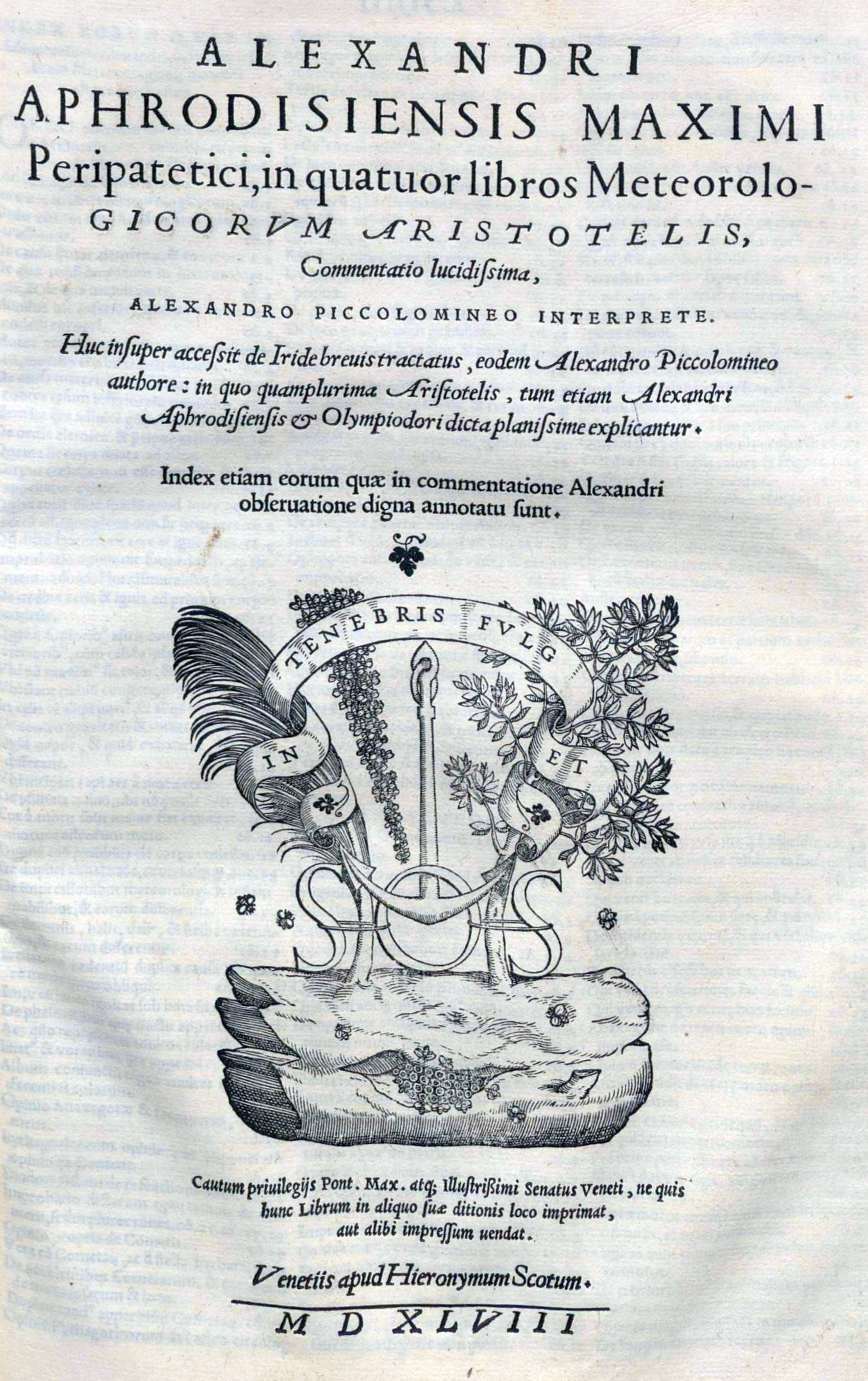
Commentaria in meteorologica Aristotelis, 1548

Surnommé « le second Aristote » et l’« Exégète » (ὁ ἐξηγητής), il a laissé sur presque toutes les parties des écrits de ce philosophe d'importants commentaires, les plus anciens qui nous soient parvenus. Ses commentaires ont servi de sources et de modèles pour ses successeurs grecs et byzantins et furent traduits en syriaque, arabe et latin. On lui attribue la forme du « grand commentaire » qui sera reprise par le péripatétisme arabe. « L'exégèse d'Alexandre d'Aphrodise s'inspire du principe qu'il faut expliquer Aristote par Aristote. Alexandre cherche ce qu'Aristote a voulu dire, non ce qu'il aurait dû dire ; il essaie de comprendre en recourant à des passages parallèles de son œuvre ou à d'autres sources. Lorsqu'il n'y arrive pas, il indique les différentes interprétations possibles et propose celle qui lui paraît le mieux convenir ; là où le sens est clair, Alexandre se contente d'émettre de brèves remarques. »
Alexandre d'Aphrodise a discuté de la théorie aristotélicienne des quatre causes dans deux textes : le De fato, et le commentaire au deuxième chapitre du livre Delta de la Métaphysique d'Aristote.

## Alexandre d’Aphrodise philosophe

### Sur l'âme
Le premier livre du De anima a joué un rôle très important jusqu'à la Renaissance. D'une part, il soutient que l'âme n'est que la forme d'un mélange d'éléments physiques qui se défait en même temps qu'elle se mélange. L'âme est donc mortelle, ce qui ne manqua pas de scandaliser les scolastiques latins.

### Sur l'intellect
Surtout, il y élabore une théorie de l'intellect combattue par Averroès, ce qui, jusqu'à la Renaissance, divisera les aristotéliciens entre partisans d'Alexandre (les alexandristes) et partisans d'Averroès (les averroïstes). Alexandre distingue quatre sortes d'intellect :
1. L'intellect en puissance ou hylique reçoit passivement les formes et est comparé à une table rase.
2. L'intellect acquis, ou intellect comme disposition, naît du contact de l'intelligence avec l'universel lorsqu'elle sépare par abstraction les formes de la matière. C'est une sorte de pensée en puissance.
3. L'intellect en acte. C'est la pensée actuelle.
4. L'intellect agent est la cause faisant passer à l'acte les intelligibles en puissance. L'intellect agent n'est rien d'autre que l'intelligible en acte, séparé et sans mélange. Ce n'est pas une faculté de l'âme, mais la pensée pure en acte identifiable au Dieu d'Aristote. Dieu est donc l'agent qui comprend en nous ou par quoi l'âme comprend. Selon un mot d’Émile Bréhier, l'âme ne voit pas en Dieu, mais par Dieu[12]. Cette identification de l'intellect agent à Dieu est une innovation par rapport à la pensée d'Aristote[13].

Mais selon d'autres sources, Alexandre ne distingue que trois types d'intellects : « Aristote distingue dans l'âme raisonnable l'intellect en puissance ou patient et l'intellect agent, alors qu'Alexandre la distingue en intellect matériel, en intellect selon l'habitus, et en intellect agent. » Selon A. Badawi, la division d'Alexandre est tripartite. C'est chez les philosophes de langue arabe al-Kindi et al-Farabi que l'on trouve une division quadripartite.
Les spéculations sur l'existence, la nature et le rôle de cette intelligence agissante seront déterminantes chez les péripatéticiens arabes (d'Al-Kindi à Averroès) et envahiront la scolastique médiévale à partir de la fin du XIIe siècle.

### Le concept de la table rase
La table rase, concept philosophique, a produit chez Alexandre d'Aphrodise une synthèse paradoxale de la position d’Aristote et des stoïciens vis-à-vis de la connaissance. Sous l’influence de ceux-ci, qu’il combattit par ailleurs dans ses traités Du destin et De la providence, Alexandre réinterprète la théorie de la connaissance aristotélicienne en mettant particulièrement l'accent sur ce qu'il appelle intellect en puissance ou intellect matériel, (en grec ancien : νοῦς ὑλικός, noûs hylikos), et qu'il définit comme une « aptitude à être le réceptacle des formes, ressemblant à une tablette non écrite, ou plutôt à la non-écriture d'une tablette [...] car la tablette est déjà l'un des êtres ». Cette métaphore de la table rase n’a pas le sens qu’elle prendra plus tard : elle illustre non pas le dénuement total, mais la puissance universelle et elle signifie que le noûs peut devenir tout et qu’il peut tout savoir.   Commun à l'ensemble des êtres humains, l'intellect matériel est comparé à l'âme d'un disciple prête à tout apprendre de son maître. De plus, le fait que chez Alexandre l'intellect agent soit considéré comme étant séparé des autres types d'intellect et comme « [venant] en nous du dehors » contribue à faire de l'intellect matériel propre à tout être humain quelque chose de purement passif qui reçoit son contenu d'un ailleurs.

## Œuvres
Il a écrit en son propre nom les commentaires et les traités suivants :
- Apories physiques (Naturales quaestiones, Φυσικαὶ σχολικαὶ ἀπορίαι καὶ λύσεις), trois livres, d'authenticité douteuse ;
- Problèmes moraux (Problemata ethica, ἠθικῶν προβλημάτων), un livre, qui a été rattaché aux trois précédents, d'authenticité douteuse ;
- De l'âme, deux livres conservés, le second d'authenticité douteuse ;
- De l'intellect (De intellectu) ;
- Du destin (Περὶ εἱμαρμένης, De fato) ;
- Du mélange.

Ceux-ci ont été édités dans la collection de l'Académie de Berlin Commentaria in Aristotelem Graeca (CAG) : 3 tomes en 6 volumes de 1883 à 1892.

## Études sur Alexandre d'Aphrodise
- De anima liber cum Mantissa, CAG, suppl. II 1, édition I. Bruns, 1887.  27 courts traités dont un De l'intellect (p. 106-113) dont l'authenticité est contestée onlinelibrary.wiley.com
- Commentaire sur la 'Métaphysique' d'Aristote. Texte grec : In Aristotelis Metaphysica Commentaria, édi. par Michael Hayduck, 1891, CAG t. I. Trad. an. W. E. Dooley et A. Madigan, Londres, Duckworth and Cornell University Press, coll. The Ancient Commentators on Aristotle, 1989-1994. Seuls les commentaires des livres A et D sont conservés ; ceux des livres E et N sont, selon K. Praechter, attribués à Michel d'Éphèse (XIIe s.). Le commentaire sur le livre I contient des fragments de quatre ouvrages de jeunesse d'Aristote, perdus (De Ideis, De bono, De philosophia, De Pythagoreis) et un exposé de la doctrine non écrite de Platon sur l' Un et les Nombres.
- Commentaires sur les 'Premiers Analytiques' d'Aristote, trad. an. On Aristotle Prior Analytics, Londres, Duckworth and Cornell University Press, coll. The Ancient Commentators on Aristotle, 1991 ss.
- Commentaire sur les 'Seconds Analytiques' d'Aristote, trad. Paul Moraux, Berlin, éd. de Gruyter, 1979.
- Commentaire sur les 'Topiques' d'Aristote, CAG II 2, éd. Wallies
- Les principes du Tout, in A. Badawî, La transmission de la philosophie grecque au monde arabe, Vrin, 1968, p. 119-165.
- Traité du destin (vers 200), trad. Pierre Thillet, Les Belles Lettres, 1984, CLVIII-186 p.
- Traité de la providence, trad. Pierre Thillet, Éditions Verdier, 2003.
- De l'intellect, trad. an. : F. M. Schroeder et R. B. Todd, Two Greek Aristotelian Commentators on the Intellect, Toronto, Pontifical Institute, 1990, pp. 46-58. Ou De intellectu (grec et traduction française), in P. Moraux, Alexandre d'Aphrodise, Liège, Droz, 1942, pp. 185-194.
- Problèmes moraux (Ethica problemata). Trad. an. : Ethical Problems, par R. W. Sharples, Londres, Duckworth and Cornell University Press, Ancient Commentators on Aristotle, 1990. C'est le livre IV des Questions (Quaestiones), dont les trois premières livres ne sont pas d'Alexandre d'Aphrodise. Ces problèmes moraux se référent à l’Éthique à Nicomaque d'Aristote.
- Du mélange. Texte grec : CAG Supplementum Aristotelicum, II, 2, 1892.
- Édition J. L. Ideler, Physici et medici graeci minor, t. I, Berlin, 1841. Une partie (Quaestio 1.11a), portant sur le statut de l'universel (et qui annonce la querelle des universaux), a été traduite en français par M. Geoffroy in Alain de Libera, L'art des généralités, Aubier, 1999, p. 639-643.
- Les livres VI à XIV sur Commentaire sur la 'Métaphysique' d'Aristote sont d'un Pseudo-Alexandre d'Aphrodise, qui est peut-être, en totalité ou en partie, Michel d'Éphèse[20].
- Alain de Libera, L'art des généralités, Paris, Aubier, 1999, p. 25–157.
- Silvia Fazzo, « L’exégèse du livre Lambda de la Métaphysique d’Aristote dans le De Principiis et dans la Quaestio I.1 d’Alexandre d’Aphrodise », dans Martin Achard et François Renaud (éds.), Le commentaire philosophique (II), Laval théologique et philosophique, 64.3 (2008), p. 607-626.
- Luca Gili, La sillogistica di Alessandro di Afrodisia. Sillogistica categorica e sillogistica modale nel commento agli Analitici Primi di Aristotele, Hildesheim, Georg Olms, 2011.
- Gweltaz Guyomarc'h, L'unité de la métaphysique selon Alexandre d'Aphrodise, Paris, Vrin, 2015.
- Paul Moraux, Alexandre d'Aphrodise, exégète de la noétique d'Aristote, Paris, Faculté de Philosophie et Lettres, 1942.
- Paul Moraux, Der Aristotelismus bei den Griechen, Von Andronikos bis Alexander von Aphrodisias, vol. III. Alexander von Aphrodisias, édité par von Jürgen Wiesner ; bibliographie de Robert W. Sharples (pp. 623–650), Berlin, Walter de Gruyter, 2001.
- P. Papadis, « L'intellect intelligent selon Alexandre d'Aphrodise », Revue de philosophie ancienne, vol. IX, no 2,‎ 1991, p. 132-151.
- Marwan Rashed, Essentialisme. Alexandre d'Aphrodise entre logique, physique et cosmologie, Berlin, Walter de Gruyter, 2007.
- Pierre Thillet, Matérialisme et théorie de l'âme chez Alexandre d'Aphrodise, Revue de philosophie, t. CLXXI (1981), p. 5-24.

On connaît, par Simplicios de Cilicie, l’existence d'une exégèse sur le Traité du ciel d'Aristote, désormais perdue.
En examinant le Palimpseste d'Archimède, quelques fragments de son commentaire perdu Des Catégories ont été découverts. L’analyse de la lumière infrarouge sur le parchemin a révélé l'écriture de multiples textes anciens superposés.

### Sur les « Alexandristes »
- Averroès (trad. Alain de Libera), L'intelligence et la pensée : grand commentaire du De anima, livre III (429 a 10-435 b 25), Paris, Flammarion, coll. « GF », 1998, 413 p. (ISBN 978-2-08-070974-5).
- Ernst Bloch (trad. Pierre Kamnitzer), La philosophie de la Renaissance, Paris, Payot & Rivages, coll. « Petite Bibliothèque Payot », 2007, 218 p. (ISBN 978-2-228-90162-8).